# روانچاری
روانچاری (به لاتین: Roangchari) یک منطقهٔ مسکونی در بنگلادش است که در ناحیه بندربان واقع شده‌است.